# Patrik Hrošovský
 Patrik Hrošovský  (Prievidza, Checoslovaquia, 22 de abril de 1992) es un futbolista eslovaco. Juega de centrocampista y su equipo es el K. R. C. Genk de la Primera División de Bélgica.

## Selección nacional
Ha sido internacional con la selección de Eslovaquia en 59 ocasiones. Con anterioridad lo fue también con la sub-21.

### Participaciones en Eurocopas
| Copa          | Sede     | Resultado        | Partidos | Goles |
| ------------- | -------- | ---------------- | -------- | ----- |
| Eurocopa 2016 | Francia  | Octavos de final | 2        | 0     |
| Eurocopa 2020 | Europa   | Primera fase     | 2        | 0     |
| Eurocopa 2024 | Alemania | Octavos de final | 0        | 0     |

## Clubes
| Club                         | País            | Año       |
| ---------------------------- | --------------- | --------- |
| F. C. Viktoria Plzeň         | República Checa | 2011-2019 |
| F. K. Baník Sokolov (cedido) | República Checa | 2012      |
| Ústí nad Labem (cedido)      | República Checa | 2012-2013 |
| 1. SC Znojmo (cedido)        | República Checa | 2013      |
| K. R. C. Genk                | Bélgica         | 2019-     |

## Palmarés

### Títulos nacionales
| Título          | Club                 | País            | Año     |
| --------------- | -------------------- | --------------- | ------- |
| Synot liga      | F. C. Viktoria Plzeň | República Checa | 2014-15 |
| Synot liga      | F. C. Viktoria Plzeň | República Checa | 2015-16 |
| Copa de Bélgica | K. R. C. Genk        | Bélgica         | 2020-21 |